# Rentamt Landshut

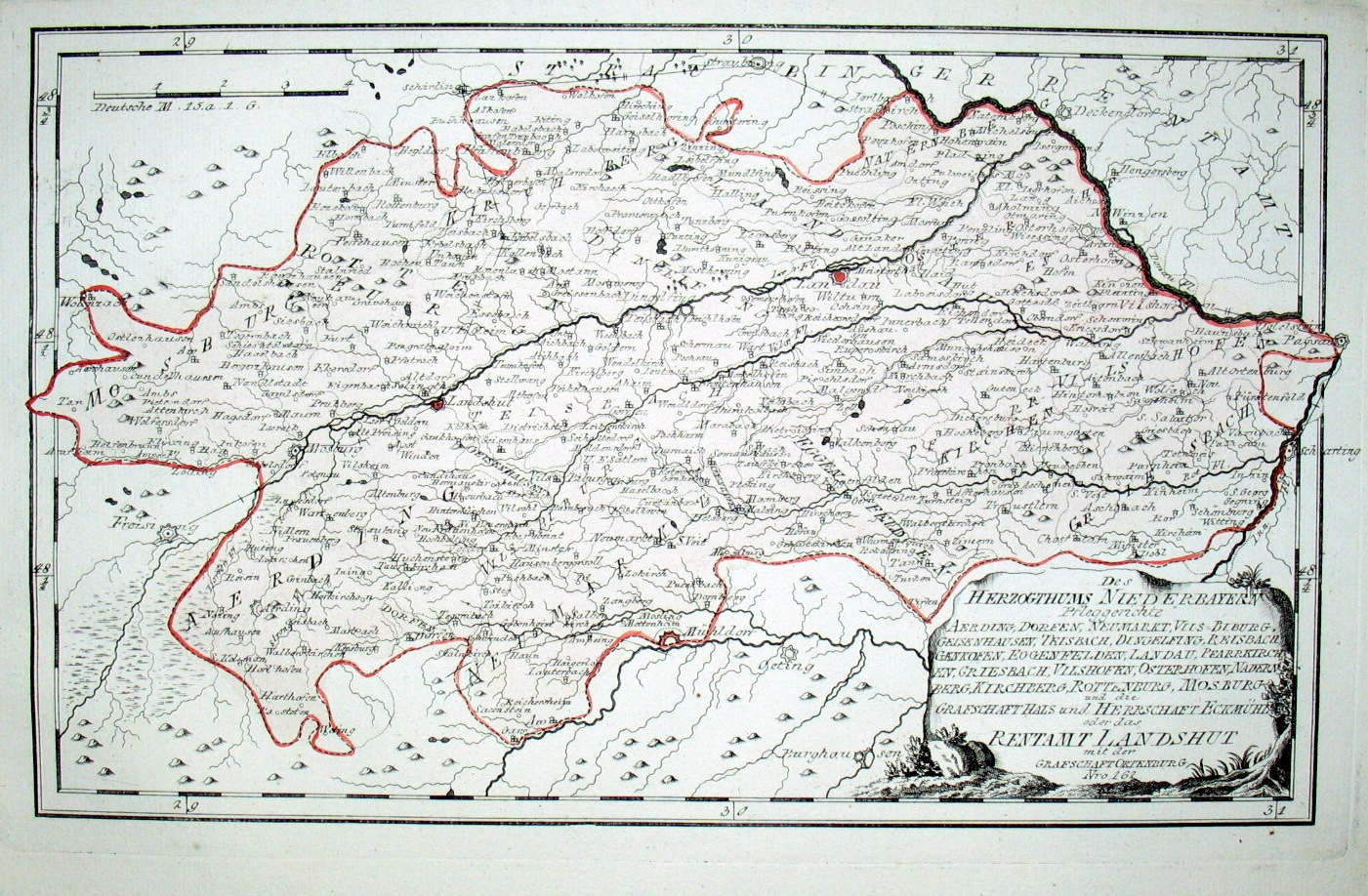
Franz Johann Joseph von Reilly: Des Herzogthums Niederbayern … Rentamt Landshut (1792)

Das Rentamt Landshut war von 1507 bis 1800 ein Rentamt des Herzogtums, später Kurfürstentums Bayern. Die Rentmeisterämter Landshut und Straubing bildeten dabei das „Unterland“. Das Rentamt Amberg wurde mit dem Gewinn der Oberpfalz 1628 der fünfte Verwaltungsbezirk des Kurfürstentums Bayern. Zwischen 1802 und 1919 war „Rentamt Landshut“ der Name der Finanzbehörde des Landgerichts, später des Bezirksamts Landshut und damit Vorläufer des heutigen Finanzamts.

## Geschichte

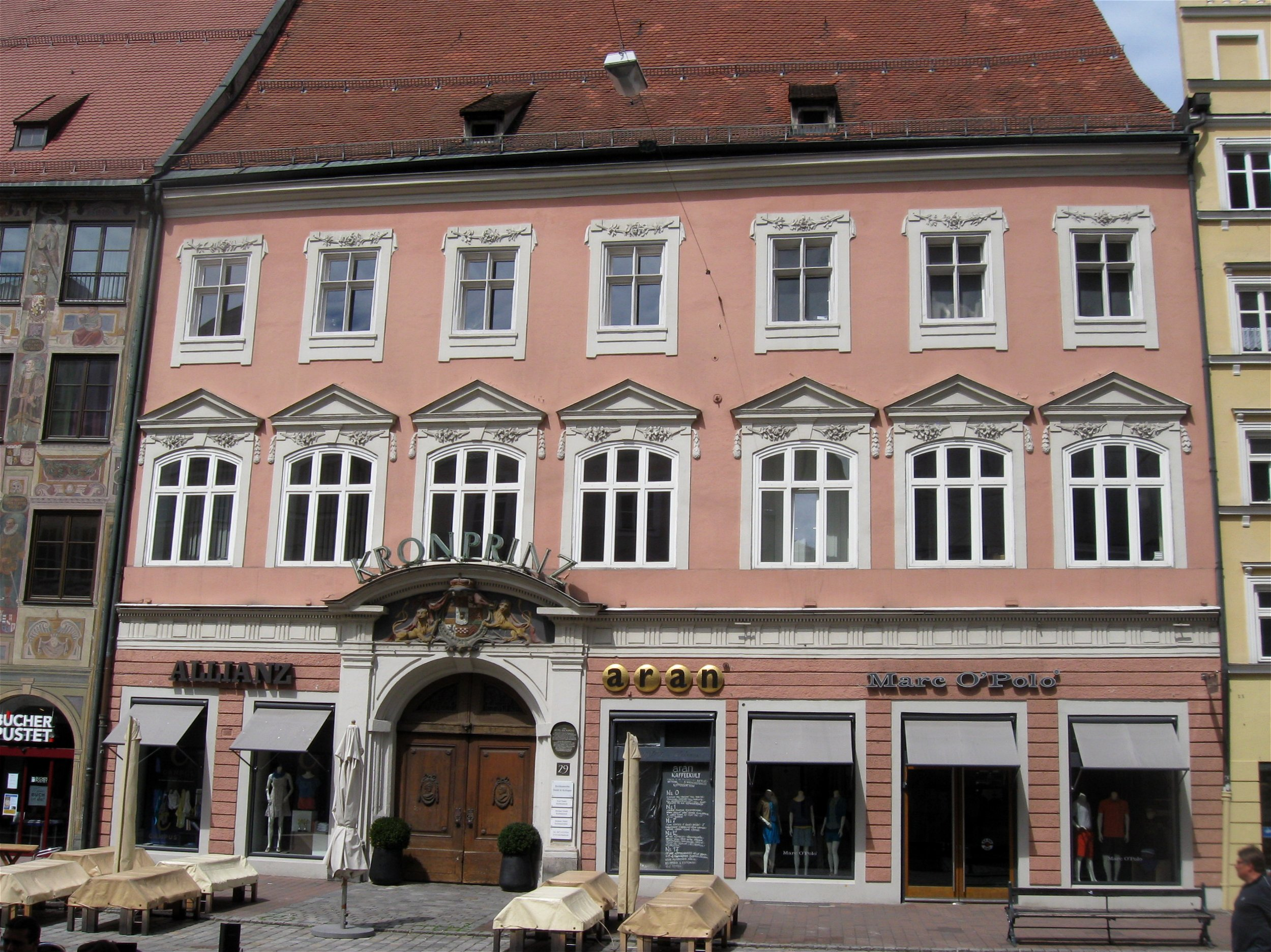
Sitz der Regierung in Landshut bis 1799

Bereits seit dem 13. Jahrhundert amtierten im Herzogtum Bayern Viztume (vom lateinischen vicedominus), die die Rechte des Herzogs in Teilen des Landes wahrnahmen, wo der Herzog nicht dauerhaft präsent war. Da die Aufgaben dieser Viztume im Laufe der Zeit immer weiter zunahmen, bekamen diese Rentmeister als unterstützende Beamte zugeordnet. Da diese u. a. das Finanzwesen der herzoglichen Landgerichte und anderer Unterbehörden kontrollierten und mit diesen Aufgaben zunehmend bedeutender wurden als die Viztume selbst, wurden die Viztumämter um 1500 als Rentämter oder Rentmeisterämter bezeichnet.
Bereits im Jahr der Gründung der Stadt Landshut 1204 wird ein Viztum von Landshut erwähnt, wobei unklar bleibt, welche Zuständigkeiten dieser hatte und für welches Gebiet er verantwortlich war. Unklar ist auch, ob es seit diesem Jahr eine durchgehende Abfolge von Viztumen gab oder ob in Landshut, wo im Zuge der Bayerischen Landesteilungen ohnehin die meiste Zeit ein Herzog residierte (Herzogtum Bayern-Landshut), auf die Einsetzung von Viztumen verzichtet wurde.
Nach der Wiedervereinigung Bayerns durch den Ausgang des Landshuter Erbfolgekrieges wurde das Herzogtum um 1507 durch eine Verwaltungsreform neu geordnet. In Landshut wurde dabei – wie auch in Burghausen und Straubing – eine Regierung eingerichtet. Diese Kollegialbehörde hatte weitgehende administrative, juristische und finanzielle Befugnisse im ihr anvertrauten Amtsbezirk. Ihre bedeutendste Aufgabe erfüllte sie, wenn sie als Hofgericht zusammentrat. Dieses bildete die zweite Instanz für Verfahren vor den untergeordneten Land- und Pfleggerichten und die erste Instanz für Personen mit privilegiertem Gerichtsstand (also insbesondere Adel und Klerus). Die Mitglieder der Regierung (die Regierungsräte) verteilten sich auf die Ritterbank (für Adelige) und die Gelehrtenbank (für studierte Juristen). An der Spitze der Regierung stand als Vertreter des Herzogs der Viztum, der der Ritterbank angehörte. Der Gelehrtenbank stand der Kanzler vor, der für die Schriftverwaltung zuständig war. Der bedeutendste Beamte der Regierung war allerdings der Rentmeister. Dieser beaufsichtigte die der Regierung unterstehenden Behörden. Wichtigstes Instrument dazu waren regelmäßige Inspektionsreisen, die sogenannten Rentmeisterumritte. Außerdem übte er die Viztumwändel aus, durch die Leibstrafen in Geldstrafen umgewandelt werden konnten. Daneben gehörten der Regierung noch der Rentschreiber (Stellvertreter des Rentmeisters), der Oberrichter, der Jägermeister und der Hofkastner (zuständig für die herzoglichen Güter) an. Die Regierung hatte ihren Sitz im später so genannten Haus zum Kronprinzen bzw. in den letzten drei Jahren ihres Bestehens im Harnischhaus.
Minister Montgelas löste im Zuge seiner Verwaltungsreformen zunächst 1800 das Rentamt, 1802 auch die Regierung Landshut auf. Die Landgerichte Erding, Moosburg und Neumarkt wurden der Generallandesdirektion in München unterstellt, der Rest des ehemaligen Landshuter Rentamtes unterstand in Justiz- und Polizeisachen dem Hofgericht Straubing, das aus der dortigen Regierung hervorgegangen war. Als Bayern 1808 in Kreise (die Vorläufer der heutigen Regierungsbezirke) aufgeteilt wurde, wurde die Stadt Landshut dem Isarkreis zugeordnet, bevor sie nach einer neuerlichen Gebietsreform 1838 Hauptstadt von Niederbayern wurde.
Daneben existierte auch weiter ein Rentamt Landshut. Dabei handelte es sich allerdings um eine reine Unterbehörde der Finanzverwaltung, die nur für die Stadt Landshut und die Umgebung zuständig war. Mit dem alten Rentamt hat sie also im Wesentlichen nur den Namen gemein.

## Gliederung
Zum Rentamt Landshut gehörten neben der Stadt Landshut zunächst die Pfleggerichte Erding, Dorfen, Neumarkt, Vilsbiburg, Geisenhausen (ab 1760 Vilsbiburg), Teisbach, Dingolfing, Reisbach-Gangkofen, Eggenfelden, Landau, Pfarrkirchen, Griesbach, Vilshofen, Osterhofen, Nadernberg, Kirchberg, Rottenburg und Moosburg sowie die Grafschaft Hals und Herrschaft Eckmühl.
1779 löste der Kurfürst von Bayern Karl Theodor nach dem Frieden von Teschen das Rentamt Landshut auf und verteilte sein Gebiet an die Rentämter München (Dorfen, Erding und Moosburg), Burghausen (Eggenfelden, Griesbach, Hals, Neumarkt, Pfarrkirchen und Vilshofen) und Straubing (Dingolfing-Reisbach, Eggmühl, Kirchberg, Landau, Osterhofen, Rottenburg, Teisbach und Vilsbiburg).
Da diese Gebietsreform nicht die gewünschten Erfolge erzielt hatte und auch Konflikte mit dem niederbayerischen Adel provoziert hatte, wurde das Rentamt Landshut 1784 wiederhergestellt. Es umfasste nun die Pfleggerichte Dingolfing-Reisbach, Dorfen, Eggenfelden, Eggmühl, Erding, Kirchberg, Landau, Moosburg, Neumarkt, Osterhofen, Pfarrkirchen, Rottenburg, Teisbach und Vilsbiburg.

## Viztume und Rentmeister
| Name                                           | Amtszeit  |
| ---------------------------------------------- | --------- |
| Johann von Degenberg                           | 1543–1551 |
| Hans Zenger                                    | 1551–1573 |
| Rudolph von Haslang                            | 1574–1582 |
| Hans Heinrich Nothaft                          | 1582–1589 |
| Philipp von Laubemberg                         | 1589–1590 |
| Hans Georg von Laubnberg                       | 1591–1604 |
| Gundecar von Tannberg                          | 1604–1607 |
| Heinrich Hannibal von Muggentall               | 1608–1612 |
| Matheus Bennonius Bittelmair                   | 1612–1615 |
| Hans Christoph von Preysing                    | 1615–1624 |
| Constantin Fugger                              | 1624–1627 |
| Paul Andreas von Wolkenstein                   | 1627–1628 |
| Karl Fugger                                    | 1629–1662 |
| Hans Jakob von Haunsperg                       | 1662–1677 |
| Franz von Neuhaus                              | 1677–1682 |
| Hans Georg von Seyboltstorff                   | 1682–1699 |
| Adam Kaspar von Freyberg                       | 1700–1709 |
| Georg Karl von Ezdorff                         | 1709–1712 |
| Kajetan Ferdinand Georg Christoph von Notthaft | 1713–1737 |
| Adam Gottlieb Maria von Frauenhofen            | 1737–1757 |
| Franz Xaver von Ezdorff                        | 1757–1772 |
| Johann Nepomuk von Dachsperg                   | 1772–1779 |
| Regierung aufgelöst                            | 1779–1784 |
| Johann Nepomuk von Dachsperg                   | 1784–1798 |
| Maximilian von Lodron                          | 1798–1802 |

| Name                                | Amtszeit  |
| ----------------------------------- | --------- |
| Sigmund Mäminger                    | 1538–1545 |
| Stephan Trainer                     | 1545–1554 |
| Hans Ainckhirn                      | 1555–1581 |
| Stephan Schleich                    | 1582–1610 |
| Jörg Wilhelm Widerspacher           | 1610–1633 |
| Hans Sigmund Puecher von Puech      | 1634–1643 |
| Johann Ferdinand von Götzengrien    | 1643–1655 |
| Hans Konrad Herwarth                | 1656–1669 |
| Johann Ernst von Pelkhover          | 1669–1673 |
| Georg Friedrich von Prugglach       | 1674–1678 |
| Johann Ignaz von Deuring            | 1678–1690 |
| Johann Joseph Goder von Kriestorf   | 1690–1721 |
| Johann Georg Joseph von Röckhel     | 1721–1729 |
| Joseph Karl Anton von Deuring       | 1729–1748 |
| Karl Sebastian von Paumgarten       | 1749–1752 |
| Joseph Emanuel Anton von Berchem    | 1752–1779 |
| Regierung aufgelöst                 | 1779–1784 |
| Johann August Joseph von Königsfeld | 1784–1787 |
| Franz Ferdinand von Prielmayr       | 1787–1800 |